# Frankie Andreu
Francisco "Frankie" Andreu (Dearborn, 26 de setembro de 1966) é um ex-ciclista profissional olímpico norte-americano. Andreu representou sua nação nos Jogos Olímpicos de Verão de 1988 e 1996.